# Säve kyrka

Säve kyrka är en kyrkobyggnad som sedan 2010 tillhör Tuve-Säve församling (tidigare Säve församling) i Göteborgs stift. Den ligger i stadsdelen Säve i Göteborgs kommun.

## Kyrkobyggnaden
Kyrkan är uppförd under tidigt 1200-tal med en planform som var vanlig under 1100-talet. Långhuset är rektangulärt med ett koret i full bredd och försett med ett brant sadeltak. Man anser att två tredjedelar av långhuset är från medeltiden. Långhuset har ett tunnvalv som slogs 1696 och 1704 försågs med takmålningar. Koret revs 1729 och förlängdes, varvid ett hjälmvalv målades. År 1746 byggdes vapenhuset och därovan uppfördes 1750 ett torn av trä krönt av en vimpel. Träinredningen målades om 1800 och 1892 bättrades målningen av läktarbröstningen och takets östra del. Tornhuven tros ha tillkommit omkring 1860. Det blyinfattade korfönstret glasmålningar sattes in 1902 i samband med en ommurning av koret.
Vid en stor renovering 1934, under ledning av Axel Forssén, byggdes den nuvarande sakristian. Då plockades även 1700-talsmålningarna på inredningen fram och övermålningar som utförts 1892 skrapades bort. Taket konserverades vid samma tid. Långhusets takbeläggning byttes 1945 ut från tegel till skiffer.
Ett omfattande restaureringsarbete av kyrkan slutfördes 1984 och den 21 december 1984 förrättade biskop Bertil Gärtner återinvigning av Säve kyrka. En ny konservering av takmålningarna utfördes 2005, varvid fernissan från 1934 avlägsnades.

## Takmålningar
Kyrkans takmålningar är uppdelade i stora fyrkanter på ömse sidor. På västfallet avbildas Evas skapelse och syndafallet. Därefter parvis söder — norr: Isak offras — Kristi födelse, Jonas utspys ur valfisken — Gethsemane, Elie himmelsfärd — korsfästelsen, Moses hittas i vassen — Kristi gravläggning, Jakob brottas — uppståndelsen, kopparormen — Kristi himmelsfärd. I koret avbildas treenigheten. Västfallet och de sex första bilderna har utförts av Christian von Schönfeldt 1704 och fortsättningen efter tillbyggnaden av Johan Ross i samma stil 1737.
Dekoreringen av Säve kyrka var Schönfeldts första kyrkliga uppdrag och utformningen är originell, men enkel med de tolv rutorna. Målningarna är unika och det finns ingen kyrka i Västsverige med målningar som liknar dem i Säve. Bildförlagor har Schönfeldt, som var tysk, hämtat från illustrerade biblar utgivna av Sterne-förlaget i Lüneburg. Ofta hade tidens kyrkomålare svårt med färg och deras alster gav ett "färglagt" intryck, då de utgick från olika graverade svartvita motiv. Schönfeldt däremot var en skicklig målare och komponerade färgerna väl och nyansrikt. I Säve placerade han sina figurer mot naturalistiska landskapsfonder.

## Inventarier

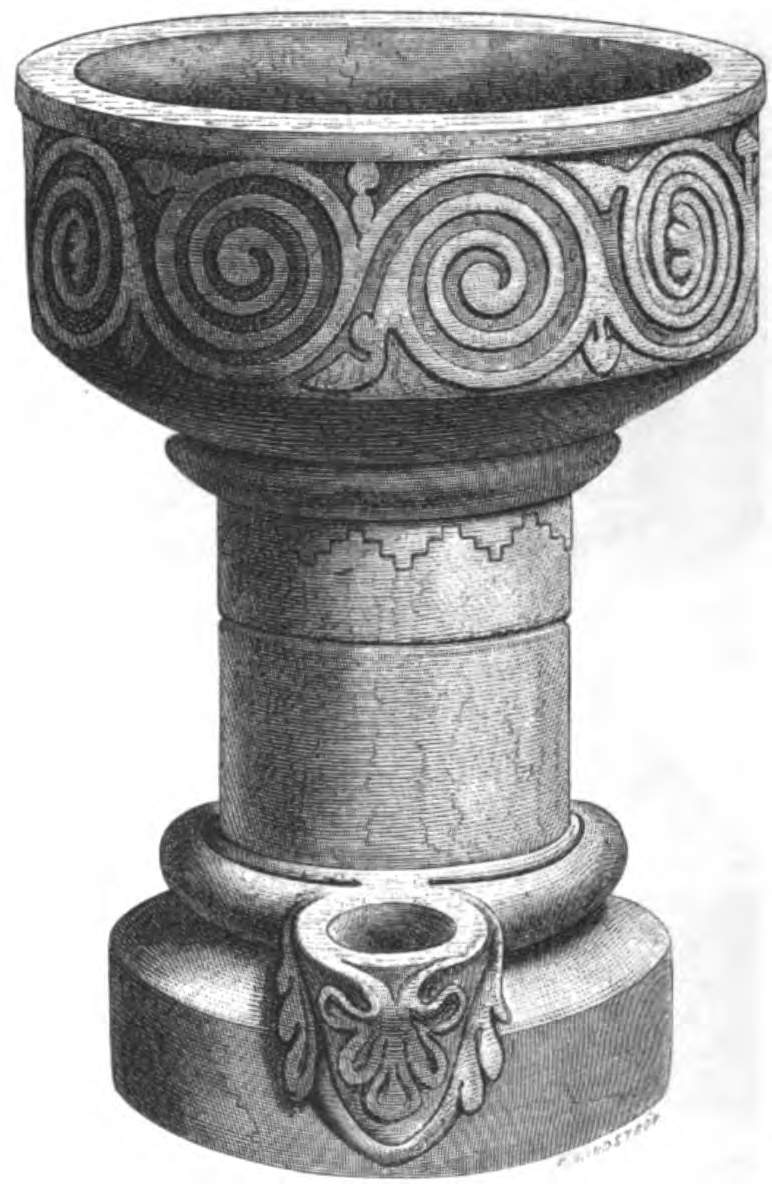
Dopfunten.

Kyrkans inredning och inventarier härstammar från flera olika epoker. 
- Dopfunten i täljsten är från 1200-talet och består av tre delar. Höjd: 82 cm. Den tillskrivs dopfuntmästaren Thorkillus. Cuppan är cylindrisk med buktande undersida och vulst. Livet är dekorerat med spiralakantus och bladornament. Skaftet är cylindriskt och dekorerat med en på mitten inristad cirkel. Ovanför denna finns trappstegsformade pyramidfigurer. Foten är rund och har i kanten en skål omgiven av bladornament. Uttömningshål saknas. Funten är praktiskt taget utan skador.[2] Det tillhörande mässingsfatet är en gåva från 1647.
- Altaruppsatsen utfördes 1671−1675 av Hans Schwants men nuvarande färgsättning är från 1761.
- Predikstolen dateras till omkring år 1700 och bemålades fyra år senare av Christian von Schönfeldt.
- Läktarbröstningen i dagens utformning är från 1853, men målningarna av apostlar och profeter är utförda tidigare, troligen av Schönfeldt.

### Orglar
- Läktarorgelns fasad härstammar från kyrkans första orgel, som var byggd 1854 av Johan Nikolaus Söderling. Det mekaniska verket är tillverkat 1987 av John Grönvall Orgelbyggeri. Instrumentet har tjugo stämmor fördelade på två manualer och pedal.[3]
- Kororgeln med fyra stämmor är tillverkad 1988 av Robert Gustavsson Orgelbyggeri.[4]

## Kyrkogården
Säve kyrkogård är från 1300-talet, men det officiella tillkomståret är 1881. Den utvidgades 1936 och 1987 och en askgravlund tillkom 2007. Kyrkogården omfattar 1,9 hektar och har 793 gravar.